# Tetragonia saligna
Tetragonia saligna är en isörtsväxtart som beskrevs av Edward Fenzl. Tetragonia saligna ingår i släktet tetragonior, och familjen isörtsväxter. Inga underarter finns listade i Catalogue of Life.